# Elatine rubella
Elatine rubella är en slamkrypeväxtart som beskrevs av Per Axel Rydberg. Elatine rubella ingår i släktet slamkrypor, och familjen slamkrypeväxter. Inga underarter finns listade i Catalogue of Life.

## Bildgalleri

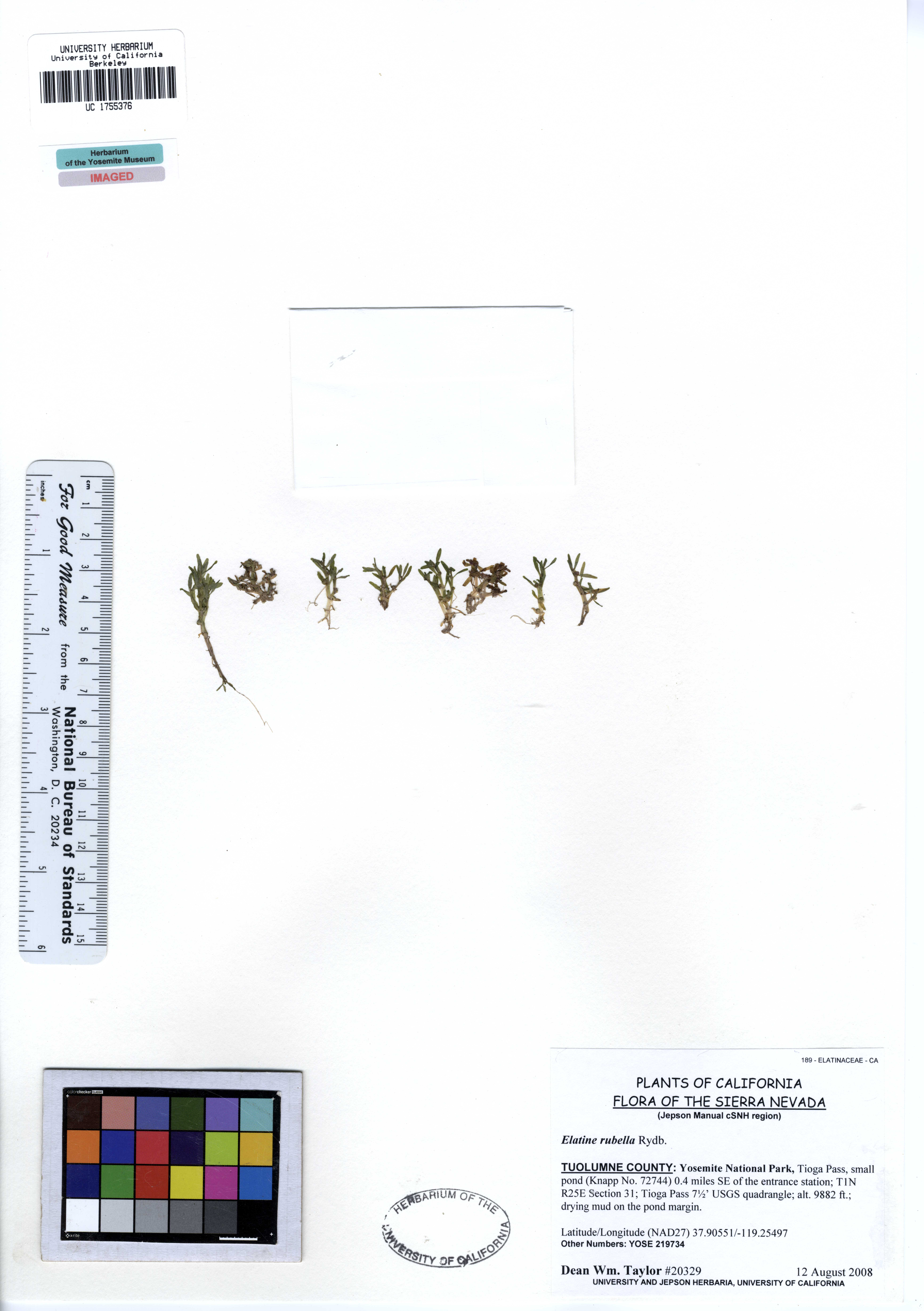
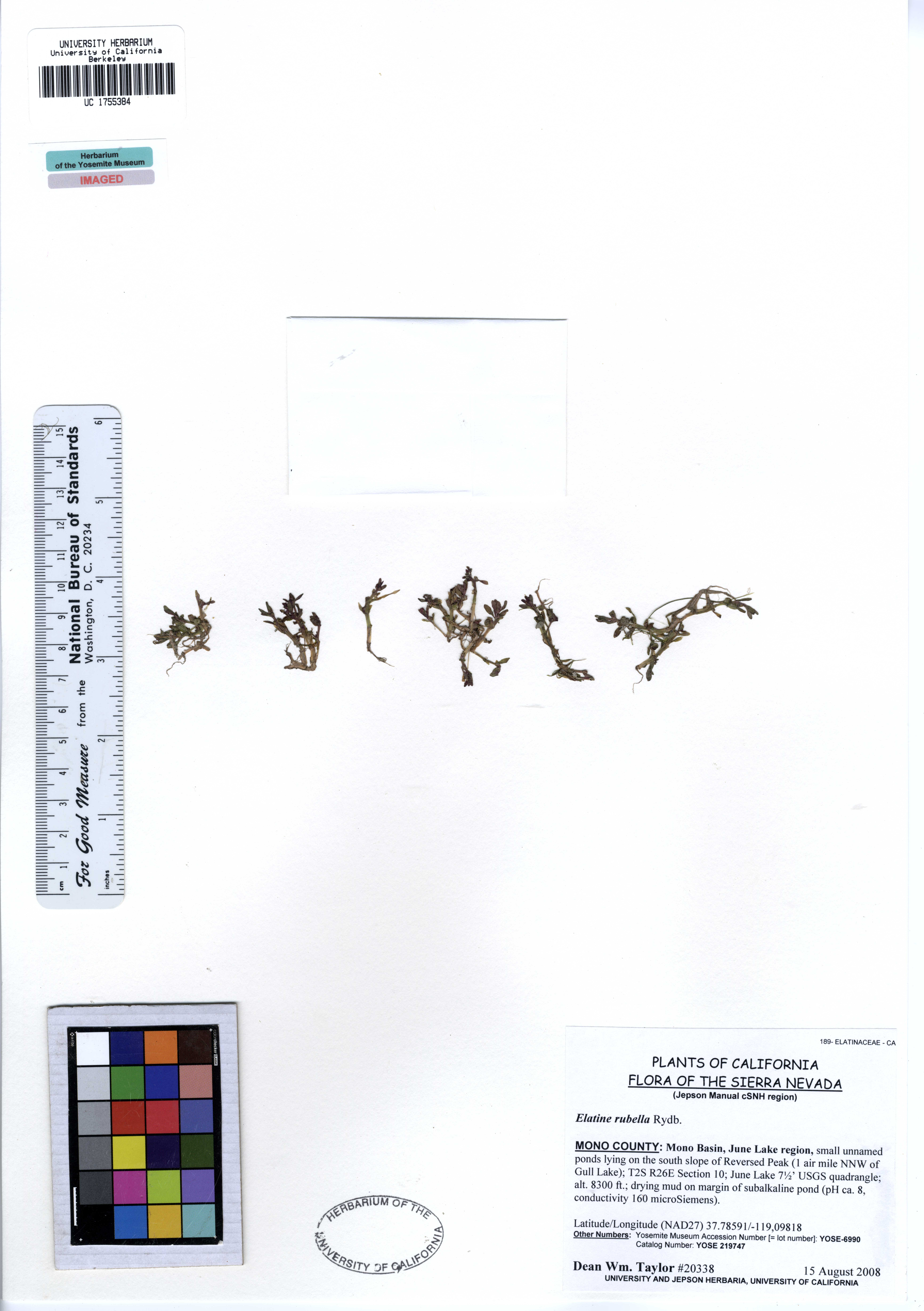